# Buffyverso

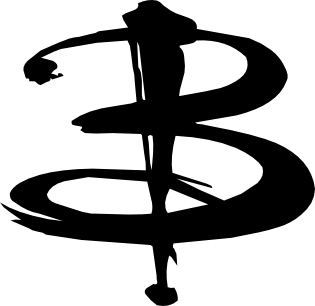
Logo de la serie de televisión Buffy, la Cazavampiros

El Buffyverso o Slayerverso es una franquicia de medios creada por Joss Whedon. El término también se refiere al universo ficcional compartido en el que se ambientan las series de televisión Buffy, la cazavampiros y Ángel. Este término, originalmente acuñado por los fanáticos de la serie de televisión, se ha utilizado desde entonces en los títulos de las obras publicadas, y fue adoptado por Joss Whedon, el creador del universo ficticio. El Buffyverso es un lugar en el que existen fenómenos sobrenaturales, y el mal sobrenatural puede ser desafiado por personas dispuestas a luchar contra tales fuerzas. Gran parte de la mercancía y los medios con licencia del Buffyverso, aunque son oficiales, no se consideran canon dentro del universo.  

## Construcción
El Buffyverso es una construcción ficticia creada por cientos de historias individuales contadas a través de televisión, novelas, cómics y otros medios. Comenzó con los primeros episodios de la serie de televisión Buffy la Cazavampiros en 1997 y se expandió con la serie de televisión derivada Angel en 1999. La popularidad de estas series llevó a la ficción licenciada con las etiquetas Buffy y Angel.
Afuera de la serie de televisión, el Buffyverso ha sido ampliado y elaborado por varios autores y artistas en el llamado "Universo Expandido del Buffyverso". Las novelas de Buffyverso, los videojuegos de Buffy y la gran mayoría de los cómics de Buffyverso tienen licencia de 20th Century Fox. Las obras a veces desarrollan información de fondo sobre los personajes.